# Дробітько Федір Федорович
Федір Федорович Дробітько (народився 5 червня 1904 в місті Тростянець Харківської губернії — помер 16 липня 1949 в місті Охтирка) — бандурист.

## З біографії
У 1930-х — завідувач магазину. З 1937 — старший інспектор культторгу. До війни брав уроки гри на бандурі у бандуриста Сергія Жукова.
Воював на фронтах Другої світової війни. На фронті як бандурист брав участь у військовій художній самодіяльності.
З 1946 жив у Охтирці, працював директором районного Будинку культури. Керував хором. Грав у капелі бандуристів, виступав разом з С. С. Жуковим і самостійно як соліст-бандурист (баритон).
У репертуарі Федора Дробітька було багато народних пісень, серед яких «Ой, попливи, утко», «Стоїть явір над водою», «Ой, горе тій чайці», «Стоїть дуб зелений».
Власноручно виготовив понад 15 бандур, які користувалися попитом.
Трагічно загинув в автокатастрофі їдучи на концерт 16 липня 1949. Похований в Охтирці.